# یواس‌اس لیکنس (ای‌تی-۵۶)
یواس‌اس لیکنس (ای‌تی-۵۶) (به انگلیسی: USS Lykens (AT-56)) یک کشتی بود که طول آن ۱۷۰ فوت (۵۲ متر) بود. این کشتی در سال ۱۸۹۹ ساخته شد.